# Telefe
Telefe (akronym for Televisión Federal) er en tv-station beliggende i Buenos Aires, Argentina. Stationen ejes og drives af Paramount Global gennem Televisión Federal S.A. Telefe er også et tv-netværk og en af Argentinas fem nationale tv-kanaler.
Telefe har et internationalt signal (Telefe Internacional), som er tilgængeligt i Amerika, Europa, Asien og Oceanien.